# Сант’Иберто (Виченца)
Сант’Иберто је насеље у Италији у округу Виченца, региону Венето.
Према процени из 2011. у насељу је живело 28 становника. Насеље се налази на надморској висини од 83 м.